# Santos Benigno Laciar
Santos Benigno Laciar (Huinca Renancó, Córdoba, 31 de enero de 1959), conocido como Falucho, es un exboxeador argentino. Se consagró dos veces campeón de la Asociación Mundial de Boxeo en la categoría mosca en 1981 y en 1982-1986. Mientras que para el Consejo Mundial de Boxeo obtuvo el título mundial en la categoría supermosca en 1987-1988. Fue premiado con tres Olimpias de Oro (1982, 1983 y 1984) y en 1990 recibió el Premio Konex de Platino como el mejor boxeador de la década en Argentina.

## Biografía
El 28 de marzo de 1981, Falucho venció por nocaut  en el séptimo round al sudafricano Peter Mathebula en Soweto Sudáfrica. En 1982 venció por nocaut a Steve Muchoki en Copenhague (Dinamarca), y retuvo su título mundial de la categoría mosca. El 16 de mayo de 1987, en Reims, Francia, conquistó el título mundial supermosca, versión CMB, al derrotar a Gilberto Román por nocaut en la vuelta 11, título que resignó en su primer defensa en 1988 ante el colombiano Sugar Baby Rojas, que en Miami lo superó por puntos en 15.
En total realizó 17 combates por títulos mundiales, con 14 victorias y 3 derrotas. Se retiró en 1990 con un récord de 79 triunfos (30 por nocaut), 10 empates, 10 derrotas y 2 sin decisión.
Obtuvo en tres años consecutivos, 1982, 1983 y 1984 el Olimpia de Oro, distinción otorgada por el Círculo de Periodistas Deportivos de la República Argentina.
En 1990 recibió el Premio Konex de Platino como el mejor boxeador de la década en Argentina.

## Récord profesional
| 79 Ganadas (30 knockouts), 10 Derrotas, 11 Empates, 1 Sin decisión |               |                       |      |              |            |                                                   |                                                    |
| Res.                                                               | Récord        | Rival                 | Tipo | Round Tiempo | Día        | Lugar                                             | Notas                                              |
| Derrota                                                            | 79–10–11 1 SD | Hugo Soto             | UD   | 10           | 1990–12–21 | Catamarca (provincia de Catamarca)                |                                                    |
| Victoria                                                           | 79–9–11 1 SD  | Ruben Condori         | PTS  | 10           | 1990–09–15 | Sáenz Peña (provincia de Chaco)                   |                                                    |
| Victoria                                                           | 78–9–11 1 SD  | Juan Carlos Cortes    | UD   | 10           | 1990–04–27 | Laguna Larga (Córdoba                             |                                                    |
| Derrota                                                            | 77–9–11 1 SD  | Gilberto Román        | UD   | 12           | 1989–09–12 | Great Western Forum, Inglewood (California)       | Pelea por título CMB y Lineal en peso supermosca.  |
| Victoria                                                           | 77–8–11 1 SD  | Hugo Gómez            | PTS  | 10           | 1989–04–06 | Villa Carlos Paz (Córdoba)                        |                                                    |
| Victoria                                                           | 76–8–11 1 SD  | Jesús Moreno          | KO   | 3 (10)       | 1989–02–18 | Villa Carlos Paz (Córdoba                         |                                                    |
| Sin Decisión                                                       | 75–8–11 1 SD  | Raúl Ojeda            | SD   | 1 (10)       | 1989–01–07 | Villa Carlos Paz (Córdoba)                        |                                                    |
| Derrota                                                            | 75–8–11       | Juan Carazo           | SD   | 12           | 1988–10–08 | Caguas                                            | Pelea eliminatoria por título CMB peso supermosca. |
| Victoria                                                           | 75–7–11       | Alejandrino Castaño   | KO   | 5 (10)       | 1988–06–24 | Justiniano Posse (Córdoba)                        |                                                    |
| Victoria                                                           | 74–7–11       | Ricardo Escobar Báez  | PTS  | 10           | 1988–06–10 | Viedma (Río Negro                                 |                                                    |
| Victoria                                                           | 73–7–11       | Luis Alberto Ocampo   | RTD  | 6 (10)       | 1988–05–07 | Buenos Aires                                      |                                                    |
| Victoria                                                           | 72–7–11       | Ricardo Escobar Báez  | PTS  | 10           | 1988–04–15 | Pico Truncado (Santa Cruz                         |                                                    |
| Victoria                                                           | 71–7–11       | José Narvaez          | PTS  | 10           | 1988–04–02 | San Luis (Córdoba                                 |                                                    |
| Victoria                                                           | 70–7–11       | Bernardo Mendoza      | KO   | 3 (10)       | 1988–03–05 | Buenos Aires                                      |                                                    |
| Victoria                                                           | 69–7–11       | Juan Alberto Ivalo    | KO   | 6 (10)       | 1988–02–17 | Mar del Plata (provincia de Buenos Aires)         |                                                    |
| Victoria                                                           | 68–7–11       | José Narvaez          | PTS  | 10           | 1987–12–10 | Buenos Aires                                      |                                                    |
| Derrota                                                            | 67–7–11       | Sugar Baby Rojas      | UD   | 12           | 1987–08–08 | Tamiani Fairgrounds Auditorium, Miami (Florida    | Pierde título CMB y Lineal en peso supermosca.     |
| Victoria                                                           | 67–6–11       | Gilberto Román        | TKO  | 11 (12) 1:10 | 1987–05–16 | Stade René Thys, Reims (Champagne-Ardenne         | Gana título CMB y Lineal en peso supermosca.       |
| Victoria                                                           | 66–6–11       | Alejandro Vazquez     | KO   | 2 (10)       | 1987–04–14 | Trelew (provincia de Chubut)                      |                                                    |
| Victoria                                                           | 65–6–11       | Isaias Carvacho       | KO   | 4 (10)       | 1987–03–21 | Esquel (provincia de Chubut)                      |                                                    |
| Victoria                                                           | 64–6–11       | José Narvaez          | PTS  | 10           | 1987–03–05 | La Rioja (La Rioja)                               |                                                    |
| Victoria                                                           | 63–6–11       | Hector Patri          | PTS  | 10           | 1987–01–30 | Mar del Plata (provincia de Buenos Aires)         |                                                    |
| Victoria                                                           | 62–6–11       | Oscar Bolívar         | PTS  | 10           | 1986–11–08 | Luna Park (Buenos Aires                           |                                                    |
| Victoria                                                           | 61–6–11       | José Narvaez          | PTS  | 10           | 1986–10–24 | Concepción (provincia de Tucumán)                 |                                                    |
| Empate                                                             | 60–6–11       | Gilberto Román        | DD   | 12           | 1986–08–30 | Pabellón Verde, Córdoba (Córdoba, Argentina       | Pelea por el título CMB peso supermosca.           |
| Victoria                                                           | 60–6–10       | Alberto Pacheco       | KO   | 8 (10)       | 1986–07–17 | Santa Fe (provincia de Santa Fe, Argentina)       |                                                    |
| Victoria                                                           | 59–6–10       | Jaime Miranda         | PTS  | 10           | 1986–06–08 | Buenos Aires, Argentina                           |                                                    |
| Victoria                                                           | 58–6–10       | Antoine Montero       | UD   | 15           | 1985–05–06 | Palais des Sports, Grenoble (Rhône-Alpes, Francia | Retiene título AMB peso mosca.                     |
| Victoria                                                           | 57–6–10       | Hilario Zapata        | UD   | 15           | 1984–12–08 | Luna Park (Buenos Aires                           | Retiene título AMB peso mosca.                     |
| Victoria                                                           | 56–6–10       | Prudencio Cardona     | KO   | 10 (15)      | 1984–09–15 | Córdoba (Córdoba                                  | Retiene título AMB peso mosca.                     |
| Victoria                                                           | 55–6–10       | Juan Herrera          | SD   | 15           | 1984–01–28 | Marsala (Sicily                                   | Retiene título AMB peso mosca.                     |
| Victoria                                                           | 54–6–10       | Juan Carlos Cortes    | PTS  | 10           | 1983–12–16 | Córdoba (Córdoba                                  |                                                    |
| Victoria                                                           | 53–6–10       | Shin Hi-Sup           | TKO  | 1 (15) 1:19  | 1983–07–17 | Halla Gym, Jeju City (Jeju                        | Retiene título AMB peso mosca.                     |
| Victoria                                                           | 52–6–10       | Shuichi Hozumi        | TKO  | 2 (15) 2:52  | 1983–05–05 | Sangyokan Gym, Shizuoka City (Shizuoka            | Retiene título AMB peso mosca.                     |
| Victoria                                                           | 51–6–10       | Ramón Nery            | TKO  | 9 (15) 1:25  | 1983–03–04 | Estadio Chateau Carreras, Córdoba (Córdoba        | Retiene título AMB peso mosca.                     |
| Victoria                                                           | 50–6–10       | Rodolfo Rodríguez     | PTS  | 10           | 1982–12–18 | Luna Park (Buenos Aires                           |                                                    |
| Victoria                                                           | 49–6–10       | Steve Muchoki         | TKO  | 13 (15)      | 1982–11–05 | K.B. Hallen, Copenhague (Capital Region           | Retiene título AMB peso mosca.                     |
| Victoria                                                           | 48–6–10       | Ramón Albers          | TKO  | 5 (10)       | 1982–10–09 | Monteros (Tucumán)                                |                                                    |
| Victoria                                                           | 47–6–10       | Betulio González      | SD   | 15           | 1982–08–14 | Hotel del Lago Casino, Maracaibo (Zulia           | Retiene título AMB peso mosca.                     |
| Victoria                                                           | 46–6–10       | José Gomez            | PTS  | 10           | 1982–07–22 | Villa Carlos Paz (Córdoba                         |                                                    |
| Victoria                                                           | 45–6–10       | Mario Paniagua        | PTS  | 10           | 1982–07–08 | Córdoba (Córdoba                                  |                                                    |
| Victoria                                                           | 44–6–10       | Domingo Aragón        | PTS  | 10           | 1982–06–11 | Huinca Renancó (Córdoba                           |                                                    |
| Victoria                                                           | 43–6–10       | Juan Herrera          | TKO  | 13 (15) 2:35 | 1982–05–01 | Estadio Carta Clara, Mérida (Yucatán              | Gana título AMB peso mosca.                        |
| Empate                                                             | 42–6–10       | Rodolfo Rodríguez     | PTS  | 10           | 1981–11–07 | Buenos Aires                                      |                                                    |
| Victoria                                                           | 42–6–9        | Miguel Ángel Lazarte  | PTS  | 10           | 1981–09–18 | San Miguel (Tucumán)                              |                                                    |
| Empate                                                             | 41–6–9        | Ruben Condori         | PTS  | 10           | 1981–09–18 | Córdoba (Córdoba                                  |                                                    |
| Victoria                                                           | 41–6–8        | Domingo Aragón        | PTS  | 10           | 1981–09–04 | Monteros (Tucumán)                                |                                                    |
| Empate                                                             | 40–6–8        | Rodolfo Rodríguez     | PTS  | 10           | 1981–08–22 | Buenos Aires                                      |                                                    |
| Derrota                                                            | 40–6–7        | Luis Ibarra           | UD   | 15           | 1981–06–06 | Luna Park (Buenos Aires                           | Pierde título AMB peso mosca.                      |
| Victoria                                                           | 40–5–7        | Miguel Ángel Lazarte  | PTS  | 10           | 1981–05–08 | Córdoba (Córdoba                                  |                                                    |
| Victoria                                                           | 39–5–7        | Peter Mathebula       | TKO  | 7 (15) 2:02  | 1981–03–28 | Orlando Stadium, Johannesburg (Gauteng            | Gana título AMB peso mosca.                        |
| Victoria                                                           | 38–5–7        | José De La Cruz López | PTS  | 10           | 1981–01–30 | Mar del Plata (provincia de Buenos Aires)         |                                                    |
| Derrota                                                            | 37–5–7        | Charlie Magri         | PTS  | 12           | 1980–12–08 | Royal Albert Hall, London (Greater London         |                                                    |
| Victoria                                                           | 37–4–7        | Jaime Miranda         | PTS  | 12           | 1980–11–22 | Villa Carlos Paz (Córdoba                         | Gana título Sudamericano peso mosca.               |
| Victoria                                                           | 36–4–7        | Federico Condori      | PTS  | 10           | 1980–11–06 | Huinca Renancó (Córdoba                           |                                                    |
| Empate                                                             | 35–4–7        | Jaime Miranda         | TD   | 8 (12)       | 1980–08–27 | Santiago (Metropolitan Region                     | Pelea por título Sudamericano peso mosca.          |
| Victoria                                                           | 35–4–6        | Miguel Ángel Vélez    | RTD  | 6 (10)       | 1980–07–22 | Villa Carlos Paz (Córdoba                         |                                                    |
| Victoria                                                           | 34–4–6        | Adrian Roman          | KO   | 3 (10)       | 1980–06–06 | Villa María (Córdoba                              |                                                    |
| Victoria                                                           | 33–4–6        | Juan José Brizuela    | PTS  | 10           | 1980–05–09 | Córdoba (Córdoba                                  |                                                    |
| Victoria                                                           | 32–4–6        | Domingo Aragón        | PTS  | 10           | 1980–04–18 | Córdoba (Córdoba                                  |                                                    |
| Empate                                                             | 31–4–6        | Ruben Condori         | PTS  | 10           | 1980–03–28 | Córdoba (Córdoba                                  |                                                    |
| Victoria                                                           | 31–4–5        | Miguel Ángel Lazarte  | PTS  | 12           | 1980–02–27 | Villa Carlos Paz (Córdoba                         | Gana título vacante Argentino peso mosca.          |
| Victoria                                                           | 30–4–5        | Federico Condori      | PTS  | 10           | 1979–12–07 | Villa Carlos Paz (Córdoba                         |                                                    |
| Derrota                                                            | 29–4–5        | Gustavo Ballas        | PTS  | 10           | 1979–11–03 | Luna Park (Buenos Aires                           |                                                    |
| Victoria                                                           | 29–3–5        | Hector Velázquez      | PTS  | 10           | 1979–10–12 | Córdoba (Córdoba                                  |                                                    |
| Victoria                                                           | 28–3–5        | Luis Gomez            | PTS  | 10           | 1979–09–06 | Villa Carlos Paz (Córdoba                         |                                                    |
| Empate                                                             | 27–3–5        | Miguel Ángel Lazarte  | PTS  | 10           | 1979–08–22 | Villa Carlos Paz (Córdoba                         |                                                    |
| Victoria                                                           | 27–3–4        | Juan Espíndola        | PTS  | 10           | 1979–06–22 | Córdoba (Córdoba                                  |                                                    |
| Derrota                                                            | 26–3–4        | Raúl Perez            | PTS  | 10           | 1979–05–25 | Villa Carlos Paz (Córdoba                         |                                                    |
| Victoria                                                           | 26–2–4        | José Flores           | TKO  | 7 (10)       | 1979–04–26 | Villa Carlos Paz (Córdoba                         |                                                    |
| Victoria                                                           | 25–2–4        | Gilberto López        | PTS  | 10           | 1979–04–11 | Villa Carlos Paz (Córdoba                         |                                                    |
| Derrota                                                            | 24–2–4        | Raúl Perez            | PTS  | 10           | 1979–03–16 | Huinca Renancó (Córdoba                           |                                                    |
| Victoria                                                           | 24–1–4        | Juan Carlos Rios      | PTS  | 10           | 1979–02–09 | Villa Carlos Paz (Córdoba                         |                                                    |
| Victoria                                                           | 23–1–4        | José Ibiris           | PTS  | 10           | 1979–01–26 | Villa Carlos Paz (Córdoba                         |                                                    |
| Victoria                                                           | 22–1–4        | Raúl Perez            | PTS  | 10           | 1978–12–14 | Villa Carlos Paz (Córdoba                         |                                                    |
| Derrota                                                            | 21–1–4        | Ramon Soria           | PTS  | 10           | 1978–12–01 | Mendoza (provincia de Mendoza)                    |                                                    |
| Victoria                                                           | 21–0–4        | Felipe Rojas          | KO   | 5 (10)       | 1978–11–09 | Villa Carlos Paz (Córdoba                         |                                                    |
| Victoria                                                           | 20–0–4        | Angel Lois Fernández  | PTS  | 10           | 1978–10–21 | Luna Park (Buenos Aires                           |                                                    |
| Empate                                                             | 19–0–4        | José Lopez            | PTS  | 10           | 1978–10–06 | Villa María (Córdoba                              |                                                    |
| Victoria                                                           | 19–0–3        | José Lopez            | TKO  | 4 (10)       | 1978–09–20 | Villa Carlos Paz (Córdoba                         |                                                    |
| Victoria                                                           | 18–0–3        | José Izquierdo        | PTS  | 10           | 1978–09–06 | Villa Carlos Paz (Córdoba                         |                                                    |
| Victoria                                                           | 17–0–3        | Hector Barreto        | PTS  | 10           | 1978–07–08 | Huinca Renancó (Córdoba                           |                                                    |
| Victoria                                                           | 16–0–3        | Reynaldo Romero       | PTS  | 10           | 1978–06–02 | Realicó (provincia de La Pampa)                   |                                                    |
| Victoria                                                           | 15–0–3        | Carlos Agüero         | PTS  | 10           | 1978–05–19 | Huinca Renancó (Córdoba                           |                                                    |
| Emapate                                                            | 14–0–3        | Ramon Soria           | PTS  | 10           | 1978–04–14 | Huinca Renancó (Córdoba                           |                                                    |
| Victoria                                                           | 14–0–2        | José Ibiris           | PTS  | 10           | 1978–02–10 | Huinca Renancó (Córdoba                           |                                                    |
| Victoria                                                           | 13–0–2        | Luis Gerez            | PTS  | 10           | 1978–01–13 | Huinca Renancó (Córdoba                           |                                                    |
| Victoria                                                           | 12–0–2        | Enrique Navarro       | TKO  | 6 (10)       | 1977–12–17 | Realicó (provincia de La Pampa)                   |                                                    |
| Victoria                                                           | 11–0–2        | José Izquierdo        | PTS  | 10           | 1977–11–04 | Huinca Renancó (Córdoba                           |                                                    |
| Victoria                                                           | 10–0–2        | Carlos Reyes Sosa     | RTD  | 6 (10)       | 1977–10–22 | Villa Carlos Paz (Córdoba                         |                                                    |
| Victoria                                                           | 9–0–2         | Manuel Quinteros      | RTD  | 8 (10)       | 1977–09–30 | Huinca Renancó (Córdoba                           |                                                    |
| Victoria                                                           | 8–0–2         | Carlos Reyes Sosa     | PTS  | 12           | 1977–09–09 | Villa María (Córdoba                              |                                                    |
| Empate                                                             | 7–0–2         | José Ibiris           | PTS  | 10           | 1977–07–08 | Huinca Renancó (Córdoba                           |                                                    |
| Victoria                                                           | 7–0–1         | José Zárate           | KO   | 1 (10)       | 1977–06–18 | Huinca Renancó (Córdoba                           |                                                    |
| Victoria                                                           | 6–0–1         | José Izquierdo        | PTS  | 10           | 1977–05–07 | Realicó (provincia de La Pampa)                   |                                                    |
| Victoria                                                           | 5–0–1         | Alberto Martin        | PTS  | 10           | 1977–04–22 | Huinca Renancó (Córdoba                           |                                                    |
| Empate                                                             | 4–0–1         | Alejandro Olguin      | PTS  | 10           | 1977–03–26 | Huinca Renancó (Córdoba                           |                                                    |
| Victoria                                                           | 4–0           | José Flores           | KO   | 4 (6)        | 1977–02–25 | Huinca Renancó (Córdoba                           |                                                    |
| Victoria                                                           | 3–0           | Amado Chávez          | TKO  | 5 (6)        | 1977–02–05 | Realicó (provincia de La Pampa)                   |                                                    |
| Victoria                                                           | 2–0           | Angel Pereyra         | TKO  | 4 (6)        | 1977–01–15 | Huinca Renancó (Córdoba                           |                                                    |
| Victoria                                                           | 1–0           | Carlos Maliene        | KO   | 4 (6)        | 1976–12–03 | Huinca Renancó (Córdoba                           | Debut profesional.                                 |